# Campionato del mondo di scacchi 1990
Il campionato del mondo di scacchi 1990 fu disputato tra il campione in carica Garri Kasparov e Anatolij Karpov tra l'8 ottobre e il 30 dicembre. Fu il quinto campionato mondiale tra questi due giocatori; Kasparov conservò il titolo vincendo 12,5-11,5.

## Qualificazioni
Tre tornei interzonali furono disputati, con la formula del girone all'italiana; ognuno qualificò tre giocatori per i match dei candidati. Il torneo di Subotica (Serbia) vide 17 partecipanti (sebbene Lubomir Kavalek si ritirò dopo sei turni, e non fu quindi incluso in classifica) e fu vinto da Gyula Sax (gli altri qualificati furono Nigel Short e Jonathan Speelman); quello di Szirák, con 18 giocatori, fu vinto da Valerij Salov davanti a Jóhann Hjartarson e Lajos Portisch (che si qualificò dopo uno spareggio con John Nunn). Il terzo interzonale si disputò a Zagabria, con 17 partecipanti, e fu vinto da Viktor Korčnoj, mentre gli altri giocatori qualificati furono Jaan Ehlvest e Yasser Seirawan.

## Torneo dei candidati
Oltre ai nove qualificati dagli interzonali, ai match dei candidati furono ammessi di diritto Andrej Sokolov, Jan Timman, Rafayel Vahanyan, e Artur Jusupov (per i loro risultati nei precedenti match dei candidati), Anatolij Karpov (ultimo sfidante per il titolo mondiale) e Kevin Spraggett (per scelta della federazione ospitante del primo turno dei match, che si tennero a Saint John, in Canada). Karpov fu inserito direttamente ai quarti di finale.
|  | Primo turno       | Primo turno       | Primo turno       |                   |                   | Quarti di finale  | Quarti di finale | Quarti di finale |  |  | Semifinali | Semifinali | Semifinali |  |  | Finale | Finale | Finale |  |
|  |                   |                   |                   |                   |                   |                   |                  |                  |  |  |            |            |            |  |  |        |        |        |  |
|  | Lajos Portisch    | Lajos Portisch    | 3,5               |                   |                   |                   |                  |                  |  |  |            |            |            |  |  |        |        |        |  |
|  | Lajos Portisch    | Lajos Portisch    | 3,5               |                   |                   |                   |                  |                  |  |  |            |            |            |  |  |        |        |        |  |
|  | Rafayel Vahanyan  | Rafayel Vahanyan  | 2,5               |                   |                   |                   |                  |                  |  |  |            |            |            |  |  |        |        |        |  |
|  | Rafayel Vahanyan  | Rafayel Vahanyan  | 2,5               |                   | Lajos Portisch    | Lajos Portisch    | 2,5              |                  |  |  |            |            |            |  |  |        |        |        |  |
|  |                   |                   |                   |                   | Lajos Portisch    | Lajos Portisch    | 2,5              |                  |  |  |            |            |            |  |  |        |        |        |  |
|  |                   |                   | Jan Timman        | Jan Timman        | 3,5               |                   |                  |                  |  |  |            |            |            |  |  |        |        |        |  |
|  | Valerij Salov     | Valerij Salov     | Jan Timman        | Jan Timman        | 3,5               | 2,5               |                  |                  |  |  |            |            |            |  |  |        |        |        |  |
|  | Valerij Salov     | Valerij Salov     |                   |                   |                   |                   |                  |                  |  |  |            |            |            |  |  |        |        |        |  |
|  | Jan Timman        | Jan Timman        | 3,5               |                   |                   |                   |                  |                  |  |  |            |            |            |  |  |        |        |        |  |
|  | Jan Timman        | Jan Timman        | 3,5               |                   | Jan Timman        | Jan Timman        | 4,5              |                  |  |  |            |            |            |  |  |        |        |        |  |
|  |                   |                   |                   |                   |                   |                   |                  |                  |  |  |            |            |            |  |  |        |        |        |  |
|  |                   |                   | Jonathan Speelman | Jonathan Speelman | 3,5               |                   |                  |                  |  |  |            |            |            |  |  |        |        |        |  |
|  | Jonathan Speelman | Jonathan Speelman | Jonathan Speelman | Jonathan Speelman | 3,5               | 4                 |                  |                  |  |  |            |            |            |  |  |        |        |        |  |
|  | Jonathan Speelman | Jonathan Speelman |                   |                   |                   |                   |                  |                  |  |  |            |            |            |  |  |        |        |        |  |
|  | Yasser Seirawan   | Yasser Seirawan   | 1                 |                   |                   |                   |                  |                  |  |  |            |            |            |  |  |        |        |        |  |
|  | Yasser Seirawan   | Yasser Seirawan   | 1                 |                   | Jonathan Speelman | Jonathan Speelman | 3,5              |                  |  |  |            |            |            |  |  |        |        |        |  |
|  |                   |                   |                   |                   | Jonathan Speelman | Jonathan Speelman | 3,5              |                  |  |  |            |            |            |  |  |        |        |        |  |
|  |                   |                   | Nigel Short       | Nigel Short       | 1,5               |                   |                  |                  |  |  |            |            |            |  |  |        |        |        |  |
|  | Nigel Short       | Nigel Short       | Nigel Short       | Nigel Short       | 1,5               | 3,5               |                  |                  |  |  |            |            |            |  |  |        |        |        |  |
|  | Nigel Short       | Nigel Short       |                   |                   |                   |                   |                  |                  |  |  |            |            |            |  |  |        |        |        |  |
|  | Gyula Sax         | Gyula Sax         | 1,5               |                   |                   |                   |                  |                  |  |  |            |            |            |  |  |        |        |        |  |
|  | Gyula Sax         | Gyula Sax         | 1,5               |                   | Jan Timman        | Jan Timman        | 2,5              |                  |  |  |            |            |            |  |  |        |        |        |  |
|  |                   |                   |                   |                   |                   |                   |                  |                  |  |  |            |            |            |  |  |        |        |        |  |
|  |                   |                   | Anatolij Karpov   | Anatolij Karpov   | 6,5               |                   |                  |                  |  |  |            |            |            |  |  |        |        |        |  |
|  | Artur Jusupov     | Artur Jusupov     | Anatolij Karpov   | Anatolij Karpov   | 6,5               | 3,5               |                  |                  |  |  |            |            |            |  |  |        |        |        |  |
|  | Artur Jusupov     | Artur Jusupov     |                   |                   |                   |                   |                  |                  |  |  |            |            |            |  |  |        |        |        |  |
|  | Jaan Ehlvest      | Jaan Ehlvest      | 1,5               |                   |                   |                   |                  |                  |  |  |            |            |            |  |  |        |        |        |  |
|  | Jaan Ehlvest      | Jaan Ehlvest      | 1,5               |                   | Artur Jusupov     | Artur Jusupov     | 5                |                  |  |  |            |            |            |  |  |        |        |        |  |
|  |                   |                   |                   |                   | Artur Jusupov     | Artur Jusupov     | 5                |                  |  |  |            |            |            |  |  |        |        |        |  |
|  |                   |                   | Kevin Spraggett   | Kevin Spraggett   | 4                 |                   |                  |                  |  |  |            |            |            |  |  |        |        |        |  |
|  | Kevin Spraggett   | Kevin Spraggett   | Kevin Spraggett   | Kevin Spraggett   | 4                 | 6,5               |                  |                  |  |  |            |            |            |  |  |        |        |        |  |
|  | Kevin Spraggett   | Kevin Spraggett   |                   |                   |                   |                   |                  |                  |  |  |            |            |            |  |  |        |        |        |  |
|  | Andrej Sokolov    | Andrej Sokolov    | 5,5               |                   |                   |                   |                  |                  |  |  |            |            |            |  |  |        |        |        |  |
|  | Andrej Sokolov    | Andrej Sokolov    | 5,5               |                   | Artur Jusupov     | Artur Jusupov     | 3,5              |                  |  |  |            |            |            |  |  |        |        |        |  |
|  |                   |                   |                   |                   |                   |                   |                  |                  |  |  |            |            |            |  |  |        |        |        |  |
|  |                   |                   | Anatolij Karpov   | Anatolij Karpov   | 4,5               |                   |                  |                  |  |  |            |            |            |  |  |        |        |        |  |
|  | Jóhann Hjartarson | Jóhann Hjartarson | Anatolij Karpov   | Anatolij Karpov   | 4,5               | 4,5               |                  |                  |  |  |            |            |            |  |  |        |        |        |  |
|  | Jóhann Hjartarson | Jóhann Hjartarson |                   |                   |                   |                   |                  |                  |  |  |            |            |            |  |  |        |        |        |  |
|  | Viktor Korčnoj    | Viktor Korčnoj    | 3,5               |                   |                   |                   |                  |                  |  |  |            |            |            |  |  |        |        |        |  |
|  | Viktor Korčnoj    | Viktor Korčnoj    | 3,5               |                   | Jóhann Hjartarson | Jóhann Hjartarson | 1,5              |                  |  |  |            |            |            |  |  |        |        |        |  |
|  |                   |                   |                   |                   | Jóhann Hjartarson | Jóhann Hjartarson | 1,5              |                  |  |  |            |            |            |  |  |        |        |        |  |
|  |                   |                   | Anatolij Karpov   | Anatolij Karpov   | 3,5               |                   |                  |                  |  |  |            |            |            |  |  |        |        |        |  |

## Campionato mondiale
Il campionato si svolse al meglio delle 24 partite; le prime 12 furono giocate a New York, mentre le ultime 12 a Lione. Karpov propose di cambiare le regole prevedendo di continuare il match in caso di parità dopo 24 partite, ma Kasparov rifiutò.
Gli accordi economici prevedevano che dei tre milioni di dollari di montepremi i 5/8 sarebbero andati al vincitore; in caso di parità, Kasparov avrebbe conservato il titolo, ma il premio sarebbe stato diviso equamente.
Le ultime due partite furono giocate sebbene Karpov non avesse più la possibilità di guadagnare il titolo mondiale.
|                                     | 1 | 2 | 3 | 4 | 5 | 6 | 7 | 8 | 9 | 10 | 11 | 12 | 13 | 14 | 15 | 16 | 17 | 18 | 19 | 20 | 21 | 22 | 23 | 24 | Totale |
| ----------------------------------- | - | - | - | - | - | - | - | - | - | -- | -- | -- | -- | -- | -- | -- | -- | -- | -- | -- | -- | -- | -- | -- | ------ |
| Garri Kasparov ( Russia)            | ½ | 1 | ½ | ½ | ½ | ½ | 0 | ½ | ½ | ½  | ½  | ½  | ½  | ½  | ½  | 1  | 0  | 1  | ½  | 1  | ½  | ½  | 0  | ½  | 12,5   |
| Anatolij Karpov ( Unione Sovietica) | ½ | 0 | ½ | ½ | ½ | ½ | 1 | ½ | ½ | ½  | ½  | ½  | ½  | ½  | ½  | 0  | 1  | 0  | ½  | 0  | ½  | ½  | 1  | ½  | 11,5   |